# Jakobtjärnen, Norrbotten
Jakobtjärnen är en sjö i Kalix kommun i Norrbotten och ingår i Kalixälvens huvudavrinningsområde.